# ミニストリー・オブ・サウンド
ミニストリー・オブ・サウンド（Ministry of Sound、以下MOS）はイギリスの南ロンドンにあるクラブ。1991年オープン。サウンドデザインは1987年に閉店したNYのパラダイス・ガレージのDJプロデューサーであったラリー・レヴァンが担当した。MOSはラリー・レヴァンによる1991年型パラダイス・ガレージである。オープン当初はパラダイスガレージと同じように、クッションでごろ寝して見るミニシアターも設置されていた。オープニングパーティーのDJはラリー・レヴァン自身がプレイした。ターンテーブル周り及びアンプやその他の機材のダンスフロアの大音量による振動対策のため、パラダイス・ガレージと同様に、ダンスフロアと隣り合わせになった２階の別室にDJブースが設置されていた。オーディエンスからDJの姿がよく見えないとのことから、1992年に別室のDJブースは撤廃し、ダンスフロアと同じ部屋にDJブースは設置され、音質は以前よりも悪くなったが、それでも他のクラブと比較しても、別格に音は良かった。
当初はよりクオリティー重視のクラブを目指していたが、現在ではどちらかというとコアなクラバーよりもライトな若い客層がメインであり、ややもすればロンドンの観光名所のようにもなっている。しかし、世界的なスーパースターDJたちが毎日のようにプレイするロンドンでも最大のクラブの一つであり、そのサウンドシステムと並んで、世界的にもっとも有名なクラブである。
2016年8月10日、ソニー・ミュージックエンタテインメントに買収され、ソニーグループ入りした。
レコードレーベルとして自らの名前を冠したコンピレーションCDを多数発売しており、いずれもヒット作となっている。また、台北やシンガポール、モスクワなどにフランチャイズ経営の同名クラブが存在する。

## レコードレーベルとして
ミニストリー・オブ・サウンドは、国際的なレコードレーベルの世界的ネットワークを有しており、オーストラリア、ドイツ、アメリカ合衆国にも拠点を設けている。レコードレーベルとしての出発は、1995年に、ボーイ・ジョージやピート・トング（Pete Tong）ら英国のDJたちがミックスした様々なダンス音楽を集めたCD『The Annual』（「年鑑」の意）のリリースであった。このCDは16万枚以上の売上となり、その後、世界規模のレーベルへと成長していく道を切り開き、今日までにアルバムやシングルを通算すると5000万枚のダンス音楽や、各種の賞を授けられたエリック・プライズやベニー・ベナッシ（Benny Benassi）などのミュージック・ビデオを世に送り出した。現在では、毎年400万枚以上が売り上げられている。ミニストリー・オブ・サウンドは、現在も独立レーベルであり、コンピレーションのブランドとなっている『The Annual』、『Clubber's Guide』、『Anthems』のシリーズを出し続けている。2006年1月には、ガーディアン・メディア・グループからHed Kandiレーベルを買収し、このレーベルの存続を図っている。
ミニストリー・オブ・サウンドは、ダンス音楽の、より商業性の高いシングル・リリースのために、データ・レコード（Data Records）というレーベルを1999年に立ち上げ、以降、世界各国のチャートで一連のヒット曲を生み出している。近年の例では、エリック・プライズの「Pjanoo」や、キッド・クディ vs クルッカーズ（Crookers）の「Day 'n' Nite」がいずれも全英シングルチャートで2位まで上昇した。
ミニストリー・オブ・サウンドのオーストラリア法人（Ministry of Sound (Australia)）は、ニューサウスウェールズ州クレモーン（Cremorne）を拠点とする現地子会社で、ミニストリー・オブ・サウンドにとって最初の海外進出先として、ミニストリー・オブ・サウンドの英国法人と、オーストラリアの有名DJ/プロデューサーであるDJティム・マギー（Tim McGee）が、共同で設立した。1999年に立ち上げた当初は、Ministry of Sound (UK) Pty Ltdと名乗り、EMIレコード・オーストラリアと配給契約を結んで、すぐさま最初のアルバム『Ministry of Sound Australian Tour '98』をリリースした。2003年ころまで、オーストラリア法人のアルバムの大部分は、Tall PaulやJudge Julesら英国のDJたちと、ティム・マギーやアンディ・ヴァン（Andy Van）、Madison AvenueといったオーストラリアのDJたちがミックスしていた。その後は、Mark Dynamix、John Course、Alan Thompson、Goodwill、The Aston Shuffle、Kid Kenobi（後にOne Loveレーベルに移動）、Tommy Trash、Sam La More、Stafford Brothers、Hook N Slingなど、多数のオーストラリアのDJ、プロデューサー、アーティストたちがこのレーベルに関わるようになっていった。
2008年、ミニストリー・オブ・サウンドは、それまでのUltra Recordsとの関係が終わったのを受けて、米国での事業を立ち上げることになった。米国法人（the Ministry of Sound America）の名による最初のリリースは、『Clubber's Guide America』であった。同年、 HARD2BEATレコード（HARD2BEAT records）が立ち上げられ、最初のシングルとしてベースハンターの「Now You're Gone」、最初のコンピレーション・アルバムとして『Bigtunes 2008』がリリースされた。同年、ミニストリー・オブ・サウンドは、『ミュージックウィーク』誌の「インディペンデント・レコード・カンパニー・オブ・ザ・イヤー」を受賞した。